# Totò d'Arabia
Totò d'Arabia é um filme de 1965, uma coprodução Itália e Espanha, dirigido por José Antonio de la Loma [es].

## Sinopse
Totò, um ex-militar italiano, a trabalhar nos Serviços Secretos Britânicos como doméstico, é promovido a agente secreto, com o nome de Agente 00Ø8, com a missão de convencer o xeque Ali El Buzur, da Shamara, a vender petróleo ao Reino Unido. Depois de uma curta estadia em Barcelona, para receber mais instruções, Totò parte para o Kuwait, onde tem que se enfrentar com os serviços secretos egípcios, turcos e russos. E para ultrapassar também a CIA., Totò vai servir-se das trinta mulheres do xeque. 

## Elenco
- Totò: Agente 00Ø8
- Nieves Navarro: Doris
- Fernando Sancho: Alì el Buzur
- George Rigaud: Sir Bains
- Mario Castellani: falso Omar el Bedù
- Luigi Pavese: